# یوناس گوستاوسون
یوناس گوستاوسون (انگلیسی: Jonas Gustavsson؛ زادهٔ ۲۴ اکتبر ۱۹۸۴) بازیکن هاکی روی یخ اهل سوئد است.